# Franz von Holleben
Franz von Holleben (* 25. Februar 1863 in Königsee; † 28. Februar 1938 in Berlin) war ein deutscher Vizeadmiral.

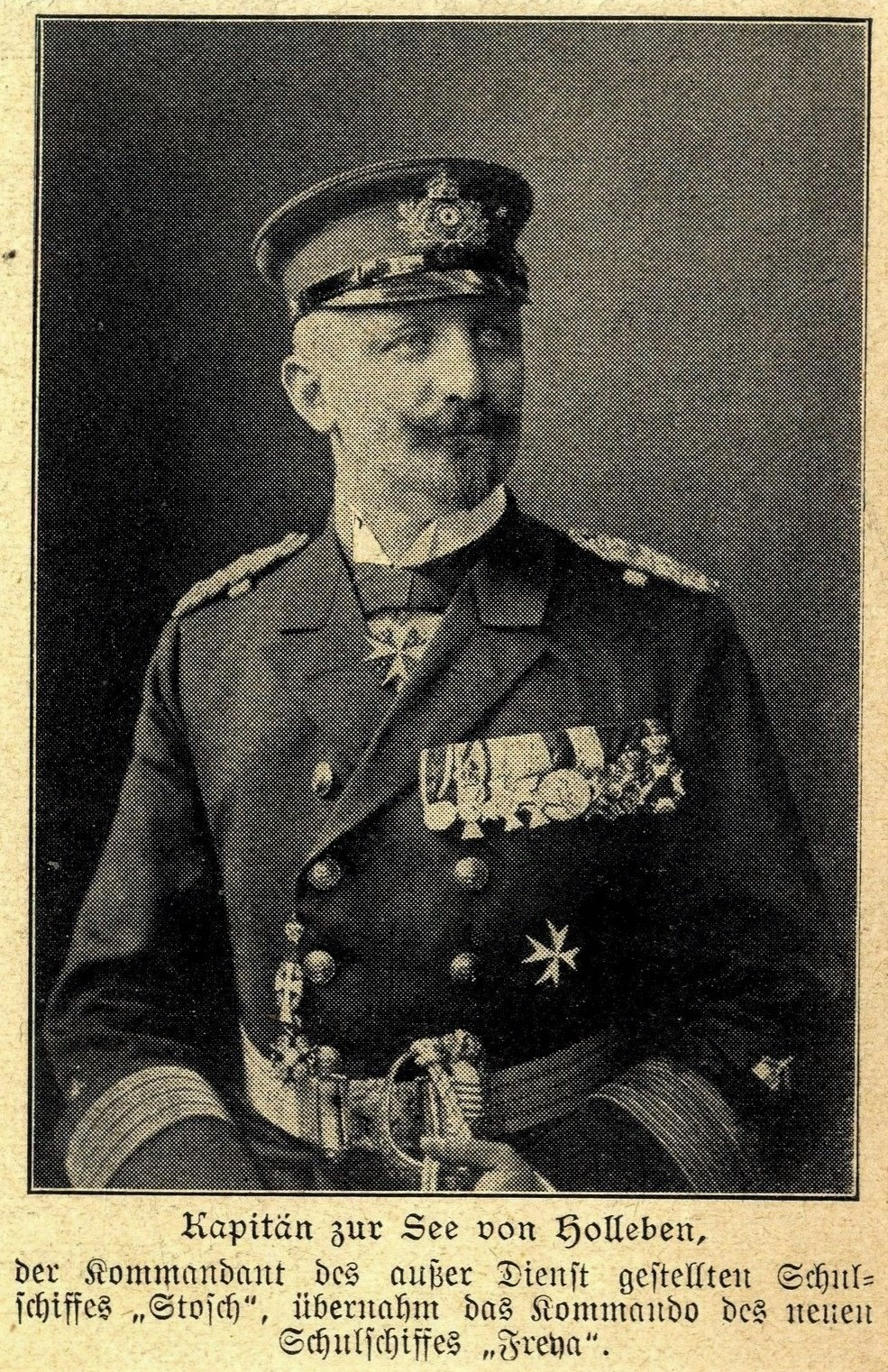
Frank von Holleben (1907)

## Leben

### Herkunft
Franz war ein Sohn des Vorstandes der Finanzabteilung des Schwarzburgischen Ministeriums Albert von Holleben (1825–1902) und dessen Ehefrau Anna, geborene von Roeder (* 1839).

### Militärkarriere
Holleben trat nach seinem Volksschulbesuch am 15. April 1880 in die Kaiserliche Marine ein und absolvierte seine seemännische Grundausbildung vom 1. Oktober 1880 bis 2. März 1881 an der Marineschule. Nach kürzeren Bordeinsätzen kehrte er 1883 an die Marineschule zurück und beendete hier die Grundausbildung am 30. September 1884. Nach dem Abschluss wurde er im gleichen Jahr zu verschiedenen Bordtätigkeiten als Seeoffizier herangezogen. Ende Mai 1886 trat er die Ausreise nach Sydney auf dem Dampfer Hohenzollern an und war von Juli 1886 bis zur Außerdienststellung im September 1888 Wachoffizier auf der Kreuzerfregatte Bismarck. Nach einer Kommandierung zur Militärturnanstalt war Holleben für sechs Monate Wachoffizier auf dem Aviso Greif und anschließend als Kompanieoffizier bei der II. Torpedo-Abteilung tätig. Zum 1. April 1890 erfolgte seine Versetzung auf die kaiserliche Yacht Hohenzollern, der er bis Mitte Oktober 1893 angehören sollte.
Im Jahre 1894 veröffentlichte Holleben im Rahmen der Publikationsreihe Deutsches Flottenbuch die Erlebnisse eines Seekadetten im Krieg und Frieden. Das Buch war vermutlich während eines längeren Auslandsaufenthaltes entstanden, von dem er am 19. August 1895 aus Apia mit der Darmstadt wieder nach Deutschland zurückkehrte. Noch im gleichen Jahr besuchte er den I. Coetus an der Marineakademie. Daran schloss sich unmittelbar bis 1897 auch die Teilnahme am II. Coetus an. Von da an folgten Bordeinsätze auf verschiedenen Schiffen bis Holleben im September 1904 als Mitglied der Schiffsprüfungskommission berufen wurde. Während dieser Zeit lernte er die deutschen Werften, die Zulieferindustrie zur Marinerüstung sowie die mit der Bewilligung und Auftragsabwicklung bis hin zur Jungfernfahrt eines gebauten oder modernisierten Kriegsschiffes verbundenen Bereiche kennen.
Neue Aufgaben erwarteten Holleben dann ab 4. April 1905 durch seine Versetzung ins Reichsmarineamt als Vorstand des Nachrichtenbüros (N). In der Position löste er Korvettenkapitän Job von Witzleben ab. Hauptaufgabe dieser Institution war es, in Umsetzung der erlassenen Flottengesetze und des verstärkten Ausbaus der kaiserlichen Kriegsflotte, die Organisation einer intensiven Propagandaarbeit voranzubringen, um die bisherige Hauptblickrichtung von Politik und Öffentlichkeit vom Heer auf die Marine zu lenken. Jedoch befand sich 1905 die Nachrichtenstelle (N) bereits über dem Höhepunkt ihres Wirkens. Die Personalstärke betrug 1905 nur noch zwei Offiziere und wenige Hilfskräfte. Dazu gehörten Waldemar Vollerthun (1869–1929) und Karl Boy-Ed (1872–1930). Die größten Aufwendungen waren durch den bestehenden Lesedienst erforderlich. Das war vorrangig durch die fortlaufende Sichtung aktueller Publikationen von 163 Zeitungs- und Zeitschriftenverlagen sowie anderer Nachrichtenbüros und die Analyse von marinerelevanten Themen zu gewährleisten. Darin bestand die eigentliche Basisarbeit des Nachrichtenbüros. Die Ergebnisse dieser Informationsrecherchen wurden dann in Form von marinebezogenen Kurznachrichten, Bulletins oder Zusammenfassungen in schriftlicher Form an Zeitungsverlage, Journalisten, Pressestellen von Unternehmen und vereinzelt auch an Reichsministerien weitergegeben. Letzteres war dadurch erschwert, da innerhalb der preußischen Ministerien die Hoheit für Pressemitteilungen beim Auswärtigen Amt lag. Aber das Nachrichtenbüro war auch bereits dazu übergegangen, eigene Publikationen, maritime Literatur und eine eigene Zeitschrift herauszugeben. Das war der Nauticus. Jahrbuch für Deutschlands Seeinteressen, der 1899 noch zaghaft und ab dem Jahrgang 1900 dann regelmäßig zusammengestellt, gedruckt und vertrieben wurde. Während seiner Amtszeit entstand außerdem aus der Feder von Holleben das Buch Seehelden und Seeschlachten in neuerer und neuster Zeit. Insgesamt übte er zwei Jahre das Amt des Vorstandes im Nachrichtenbüro aus. Sein Nachfolger wurde im März 1906 Kapitänleutnant Karl Boy-Ed.
Für Holleben schlossen sich ab 1906 weitere Bordverwendungen an. So übernahm er am 31. März für ein Jahr das Kommando über das Schulschiff Stosch. Im Anschluss war er Kommandant des Großen Kreuzers Freya sowie der Linienschiffe Schlesien und Schleswig-Holstein. Am 15. September 1910 wurde Holleben zunächst mit der Wahrnehmung der Geschäfte des Oberwerftdirektors der Kaiserlichen Werft Danzig beauftragt und am 19. November 1910 schließlich zum Oberwerftdirektor ernannt. Diese Stellung hatte er über die Zeit des Ausbruchs des Ersten Weltkrieges inne und war damit voll in das, immense Kosten verschlingende Wettrüsten zwischen den Kriegsmarinen Großbritanniens und Deutschlands einbezogen. Da die Werft aber über keine Kapazitäten für den Bau von größeren Dampfturbinen verfügte und die Helling-Anlagen nicht für den Bau von Groß-Schiffen geeignet waren, konzentrierte sich die Werft auf den Bau von Hilfsschiffen, Reparaturarbeiten und die Fertigstellung von insgesamt 23 U-Booten. Nachdem Holleben am 13. Oktober 1914 den Charakter als Vizeadmiral erhalten hatte, stand er vom 1. September bis zum 14. Oktober 1917 zur Verfügung des Chefs der Marinestation der Ostsee und wurde anschließend mit der gesetzlichen Pension zur Disposition gestellt.
Am 28. Februar 1938 verstarb Franz von Holleben, wenige Tage nach Vollendung seines 75. Geburtstages in Berlin.

### Familie
Holleben hatte sich am 10. Juni 1896 in Rudolstadt mit Klara von Motz (* 1876) verheiratet. Aus der Ehe gingen die Tochter Elisabeth (* 1897) sowie die Söhne Horst (* 1898), Heinz (1901–1997) und Ulrich (* 1911) hervor.